# Peperkers
De peperkers (Lepidium latifolium) is een vaste plant, die behoort tot de kruisbloemenfamilie (Brassicaceae). De soort staat op de Nederlandse Rode Lijst van planten als zeldzaam en stabiel of iets toegenomen. De soort komt van nature voor in Europa en tot Centraal-Azië. Van daaruit is de plant verspreid naar Noord-Amerika, Mexico en Australië. Het blad kan net zoals dat van de tuinkers gegeten worden en heeft een scherpere smaak dan tuinkers.
De plant wordt 50-100 cm hoog, vormt soms wortelstokken en heeft rechtopgaande, bovenaan vertakte, vrijwel kale stengels. De onderste, eironde, soms geveerde bladeren zijn lang gesteeld. De stengelbladeren zijn eirond tot lancetvormig. De middelste bladeren zijn getand en de bovenste gaafrandig. De stengelbladeren zijn iets leerachtig, kaal en 5-10 cm lang en 1-2 cm breed. De onderste bladeren zijn langer en breder en kunnen tot 30 cm lang worden.
De plant bloeit in juni en juli met witte, geurende, -3 mm grote bloemen, die in een tamelijk losse, vertakte pluim staan. De rondachtige kelkbladeren zijn iets korter dan de kroonbladen en hebben een witte rand.
De afgeronde, 2-3 mm lange vrucht is een eenzadig hauwtje, dat evenlang als breed is. De vruchtsteeltjes zijn twee tot drie keer zo lang als het hauwtje. De zaden zijn ongeveer 1 mm lang.

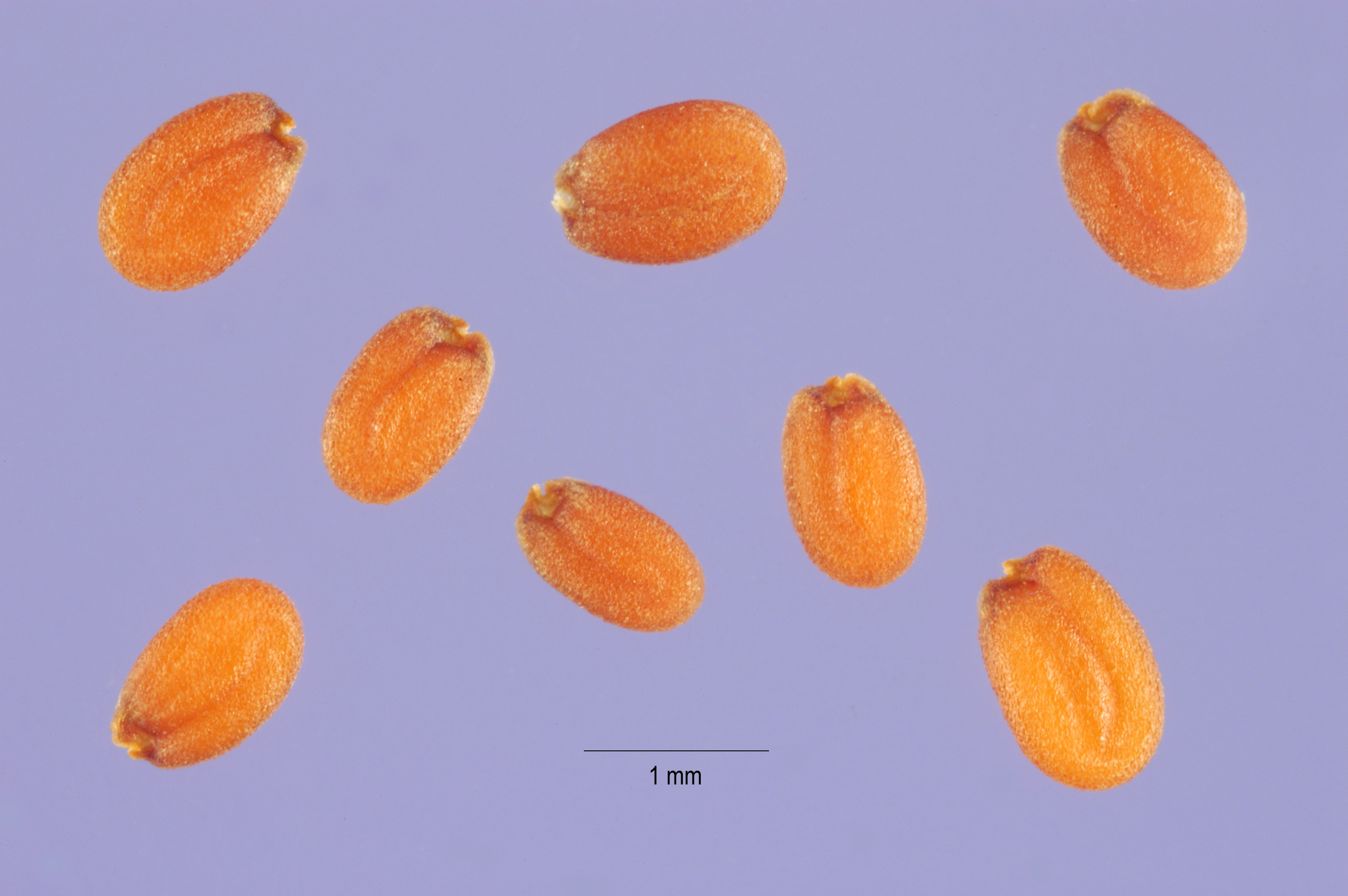
zaden

De peperkers komt voor op vrij vochtige, voedselrijke, vaak iets brakke grond langs dijken, beschoeiingen en bestratingen.

## Namen in andere talen
- Duits: Breitblättrige Kresse
- Engels: Dittander, Broadleaved pepperweed
- Frans: Passerage à larges feuilles
- Spaans: Rompepiedras (Lepidium latifolium L.)